# Bữa trưa vui vẻ
Bữa trưa vui vẻ là một chương trình giải trí trên kênh VTV6, truyền hình trực tiếp lúc 12 giờ trưa hàng ngày từ ngày 1 tháng 1 năm 2014 đến hết ngày 31 tháng 3 năm 2022. Bữa trưa vui vẻ được xây dựng là một chương trình giải trí đẩy mạnh tính tương tác cao, giúp các khán giả có thể gặp gỡ, giao lưu, nhận quà từ các khách mời, đồng thời giúp các khách mời có dịp chia sẻ, giải đáp những câu hỏi của khán giả trẻ và tham gia các thử thách của chương trình. Khẩu hiệu của chương trình: "Bạn sẽ không bao giờ phải ăn trưa một mình".

## Lịch sử
Từ ngày 1 tháng 1 năm 2014, chương trình Bữa trưa vui vẻ chính thức khai trương trên kênh VTV6.
Từ ngày 19 tháng 5 năm 2014 đến ngày 23 tháng 5 năm 2014, chương trình Bữa trưa vui vẻ chuyển sang phát sóng vào lúc 11h45 đến 12h30, vì lúc đó, do trùng thời điểm tường thuật trực tiếp một số trận đấu của Giải bóng chuyển nữ quốc tế VTV Cup 2014 diễn ra tại tỉnh Bắc Ninh.
Từ ngày 12 tháng 6 năm 2014 đến ngày 14 tháng 7 năm 2014, chương trình Bữa trưa vui vẻ ra mắt một chương trình đồng hành cùng FIFA World Cup 2014 mang tên: World Cup của chúng ta. Thời gian lên sóng của chương trình: 11h30 đến 13h00.
Từ tháng 8 năm 2014, Bữa trưa vui vẻ tiếp tục lên sóng vào trưa thứ 7 và chủ nhật trên kênh VTV6.

## Sự kiện

### Địa điểm tổ chức
- 2015: Rooftop, Lý Thường Kiệt, Hà Nội
- 2016 - 2019: Trường quay ngoài trời, Đài Truyền hình Việt Nam

## Các tiểu mục

### Đã từng phát sóng
- Sitcom: Đen thôi đỏ quên đi (2018), dài 25 tập: Phát sóng từ ngày 1 tháng 1 đến ngày 26 tháng 1 năm 2019, vào lúc 12 giờ 50 hàng ngày, trong chương trình Bữa trưa vui vẻ trên kênh VTV6.
- Sitcom: Thả thính là dính (2019), dài 31 tập: Phát sóng từ ngày 27 tháng 1 đến ngày 31 tháng 3 năm 2019, vào lúc 12 giờ 50 hàng ngày, trong chương trình Bữa trưa vui vẻ trên kênh VTV6.

## Tranh cãi, sự cố
Vào tháng 11 năm 2017, Chi Pu xuất hiện ở chương trình Bữa trưa vui vẻ, cô hát live và bị khán giả đánh giá tiêu cực trên sóng truyền hình. Nhận "gạch đá" về bản thân chưa đủ, Chi Pu còn khiến Bữa trưa vui vẻ bị nhiều khán giả tẩy chay. Lý luận được đưa ra ở đây là chương trình đang lợi dụng hình ảnh gây tranh cãi của cựu hot girl để "câu view, câu like".
Chương trình Bữa trưa vui vẻ ngày 19 tháng 6 năm 2019 bị cộng đồng mạng tẩy chay vì gọi Long Hoàng là ca sĩ.

## Tạm ngừng phát sóng
Trong suốt thời gian phát sóng, chương trình đã có nhiều lần phải tạm dừng phát sóng theo kế hoạch, chủ yếu do bị trùng vào thời điểm diễn ra các sự kiện đặc biệt và đã được phát sóng trở lại vào 2 ngày hôm sau. Cụ thể:
- 4/12/2016, do trùng với lễ tang nguyên Chủ tịch nước Cuba Fidel Castro.
- 20 - 21/3/2018, do trùng với lễ quốc tang nguyên Thủ tướng Phan Văn Khải.[8]
- 22 - 27/9/2018, để phát sóng các chương trình trước và trong lễ quốc tang cố chủ tịch nước Trần Đại Quang.
- 6 - 7/10/2018, do trùng với lễ quốc tang nguyên Tổng bí thư kiêm chủ tịch HĐBT Đỗ Mười.
- 3 - 4/5/2019, do trùng với lễ quốc tang Đại tướng Lê Đức Anh.
- 14 - 15/8/2020, do trùng với lễ quốc tang nguyên Tổng bí thư Lê Khả Phiêu.

## Ngừng phát sóng
Vào ngày 30/3/2022, trang Facebook của Bữa trưa vui vẻ thông báo số phát sóng cuối cùng sẽ là ngày 31/3/2022, khép lại 8 năm lên sóng.
Sau đó, chương trình được phát lại ngày 1/4 - 9/10/2022. Kênh VTV6 chính thức ngừng phát sóng và chuyển thành kênh VTV Cần Thơ.

## Giải thưởng
| Năm  | Giải thưởng           | Hạng muc                                   | Đề cử           | Kết quả   |
| ---- | --------------------- | ------------------------------------------ | --------------- | --------- |
| 2014 | Ấn tượng VTV          | Chương trình giải trí Ấn tượng             | Bữa trưa vui vẻ | Đoạt giải |
| 2015 | VTV Awards - Ấn tượng | Chương trình được cộng đồng mạng yêu thích | Bữa trưa vui vẻ | Đoạt giải |